# 블루 노트 레코드
블루 노트 레코드(영어: Blue Note Records)는 독일 출신의 알프레드 라이온, 맥스 마굴리스에 의해 1939년 설립된 재즈 음반사이다. 캐피톨 뮤직 그룹 하에서 운영되고 있다. 사명은 블루 노트와 재즈, 블루스를 합성한 것이다.